# Kernkraftwerk Hinkley Point
Das Kernkraftwerk Hinkley Point nahe Bridgwater im Südwesten von England am Bristolkanal besteht aus den beiden stillgelegten Anlagenteilen Hinkley Point A und Hinkley Point B mit den Reaktoren A1, A2, B1 und B2 und dem in Bau befindlichen Hinkley Point C mit den Reaktoren C1 und C2.
Im März 2013 wurde die Erweiterung von Hinkley Point um zwei weitere Reaktoren (Hinkley Point C1 und C2) mit zusammen 3260 MW genehmigt. Beim Besuch des chinesischen Präsidenten Xi Jinping in Großbritannien im Oktober 2015 wurde ein Vertrag unterzeichnet, laut dem sich der chinesische Staatskonzern China General Nuclear Power Group mit einer Summe von 6 Milliarden britischen Pfund (6,9 Mrd. Euro) an den damals mit ca. 18 Milliarden britischen Pfund (20,7 Mrd. Euro) kalkulierten Baukosten beteiligte. Die übrigen Kosten trägt der französische Konzern EDF. Nach mehreren Kostensteigerungen und Verzögerungen beim Bau ging EDF im Januar 2024 von Baukosten in Höhe von 43 Mrd. Pfund (49,5 Mrd. Euro) und einer Inbetriebnahme zwischen 2029 und 2031 aus.
Nach der ökonomisch motivierten Aufgabe der Kernkraftwerksprojekte Wylfa und Cumbria durch Toshiba und Hitachi ist es der einzig verbliebene Kernkraftwerksneubau in Großbritannien.

## Hinkley Point A

Kernkraftwerk Hinkley Point

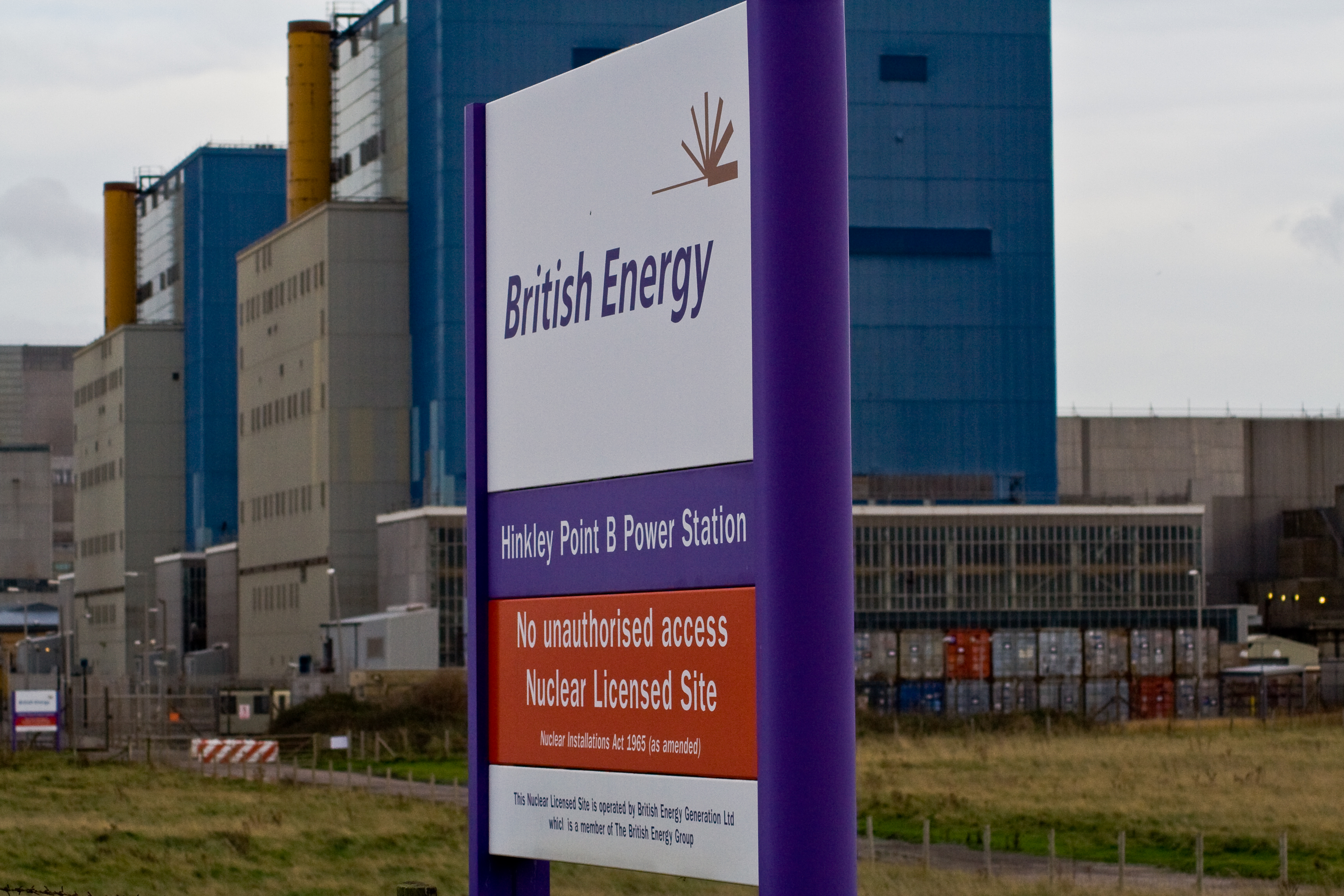
Hinkley Point A, gesehen vom Eingang zu Hinkley Point B

Die beiden Blöcke von Hinkley Point A waren Magnox-Reaktoren mit einer Nettoleistung von je 235 MWe (Bruttoleistung je 267 MWe).
Der Bau beider Meiler wurde am 1. November 1957 begonnen. Am 16. Februar 1965 wurde Hinkley Point-A1 erstmals mit dem Stromnetz synchronisiert und am 19. März 1965 Hinkley Point-A2. Am 30. März 1965 nahm Block A1 erstmals den kommerziellen Leistungsbetrieb auf, am 5. Mai 1965 Block A2.
Am 23. Mai 2000 wurde Hinkley Point A stillgelegt, während der Betriebszeit wurden dort etwa 103 TWh Strom produziert.
Die Anlage steht auf einem 19,4 Hektar großen Gelände.
Von 1965 bis 1989 gehörte die Anlage dem „Central Electricity Generating Board“ (CEGB). Von 1989 bis 1994 war sie im Besitz der Nuclear Electric plc. Von 1994 bis 1998 gehörten die Reaktoren der Magnox Electric plc, von 1998 bis 2004 der British Nuclear Fuels plc. Seit 2004 gehört die Anlage im Zuge der Stilllegung der Nuclear Decommissioning Authority.
Die Reaktordruckbehälter waren die größten aller britischen Magnox-Reaktoren. Nach der Abschaltung wurden 71.828 Brennelemente nach Sellafield gebracht.

## Hinkley Point B

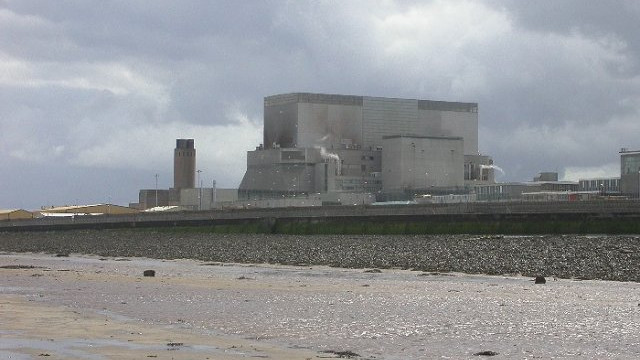
Hinkley Point B

Die beiden Reaktoren der Anlage Hinkley Point B sind vom Typ Advanced Gas-cooled Reactor (AGR). Beide haben eine Bruttoleistung von 655 MWe. Block B1 besitzt eine Nettoleistung von 410 MW, Block B2 eine Nettoleistung von 430 MW.
Der Bau beider Blöcke wurde am 1. September 1967 begonnen. Am 5. Februar 1976 wurde Hinkley Point-B2 erstmals mit dem Stromnetz synchronisiert, am 30. Oktober 1976 Block B1. Am 27. September 1976 ging Block B2 in den kommerziellen Leistungsbetrieb, am 2. Oktober Block B1. Die beiden Reaktoren benötigen 40 bis 45 Kubikmeter Wasser pro Stunde. Die Abschaltung der beiden Blöcke war laut Betreiber für 2016 vorgesehen; im März 2013 berichtete BBC, die Stilllegung sei erst im Jahr 2023 geplant.
2003 fiel ein Arbeiter von einem acht Meter hohen Gerüst in der Turbinenhalle und brach sich das Becken. Er musste 20 Minuten warten, bis er nach Taunton ins Krankenhaus gebracht wurde. Daraufhin traten 350 Arbeiter aus dem vorübergehend geschlossenen Reaktor in Streik, blockierten die Einfahrt zum Kraftwerk und forderten bessere Ambulanzdienste in der Anlage.
Im Oktober 2006 wurden die Reaktoren Hinkley Point-B1 und B2 sowie die Reaktoren Hunterston-B1 und B2 vorläufig heruntergefahren, um die Rissbildung innerhalb der Reaktoren zu überprüfen. So konnte die bis dahin für 2011 vorgesehene Abschaltung auf 2017 verschoben werden. Im Mai 2007 fuhren die Reaktoren wieder an. British Energy ging davon aus, für die Laufzeitverlängerung 90 Millionen Pfund ausgeben zu müssen. Die ungeplanten Ausfälle in Hinkley Point B und Hunterston B führten zu einem Verlust von 9,4 Mrd. kWh und waren der Hauptgrund für die geringe im Geschäftsjahr 2006/2007 produzierte Menge elektrischer Energie. Im November 2020 kündigte EDF an, die beiden Blöcke von Hinkley Point B bis spätestens am 15. Juli 2022 stillzulegen, am 6. Juli 2022 wurde Reaktor B2 abgeschaltet und ging in die Defueling-Phase. B1 produzierte am 31. Juli noch 476 MW Bruttoleistung und wurde am 1. August 2022 abgeschaltet.

## Hinkley Point C

### Planung und Finanzierung
In Bau sind zwei weitere Reaktoren vom Typ EPR. Im März 2013 erhielt Électricité de France (EDF) die Genehmigung für den Bau eines neuen Kraftwerks. Da der Bau wegen der hohen Investitionskosten wirtschaftlich nicht rentabel ist, hatte EDF als Bedingung für einen Bau staatliche Subventionen in Form eines garantierten Stromabnahmepreises verlangt, über den bis Oktober 2013 mit der Regierung Cameron I verhandelt wurde. Laut BBC würde ein garantierter Mindestpreis unterhalb von 90 Pfund/MWh dazu führen, dass das Kernkraftwerk Verluste schreibt. Insgesamt wird das Kraftwerk mit 100 Milliarden € durch Großbritannien subventioniert.
Am 21. Oktober 2013 gab EDF Energy, eine britische Tochtergesellschaft der Électricité de France, bekannt, ihr französisch-chinesisches Konsortium habe mit der britischen Regierung vertraglich vereinbart, für 16 Milliarden Pfund Sterling (GBP; zu dieser Zeit ca. 19 Milliarden Euro) zwei Druckwasserreaktoren mit einer gemeinsamen Nettoleistung von 3200 MW (Bruttoleistung 3260 MW) bauen zu lassen. Der letzte Kernreaktor in Großbritannien wurde 1995 in Sizewell in Betrieb genommen. Dem Konsortium gehörten neben der französischen EDF mit 40 bis 50 % und dem Kraftwerksbauer Areva mit 10 %, die chinesischen Unternehmen CGN (Guangdong Nuclear Power Corporation Holding) und CNNC (China National Nuclear Corporation) mit einem Anteil von zusammen 30–40 % an. Areva wurde 2017 wegen hoher Verluste umstrukturiert und vom französischen Staat rekapitalisiert.
Um das Projekt für das Konsortium rentabel zu machen, sagte die Regierung Cameron I ihm für 35 Jahre ab Inbetriebnahme eine garantierte Einspeisevergütung in Höhe von 92,5 Pfund/MWh plus einem jährlichen Inflationsausgleich auf Preisbasis 2012 zu (derzeit 106 Euro/MWh). Dies war vor Indexierung das Doppelte des durchschnittlichen englischen Strompreises 2013 und lag damals unterhalb der Einspeisevergütung für große Photovoltaik- und Offshore-Windkraftanlagen, jedoch oberhalb der von Onshore-Windkraftanlagen. Mit Stand September 2023 würde die Einspeisevergütung bereits 128,09 Pfund/MWh bzw. 147,27 Euro/MWh (0,147 Euro/kWh) betragen. Zusätzlich wurde eine staatliche Kreditgarantie in Höhe von 10 Mrd. Pfund (11,8 Mrd. Euro) gewährt, um die Finanzierungskosten zu senken. Die Kernreaktoren sollten (laut damaliger Planung) 2023 ans Netz gehen und voraussichtlich 60 Jahre laufen. Sollten die Kernreaktoren aufgrund ausschließlich politischer Umstände abgeschaltet werden müssen, werden die Betreiber für die entgangenen Einnahmen von der Regierung finanziell entschädigt. EU-Energiekommissar Günther Oettinger bezeichnete die Vergütungszusagen als „sowjetisch“.
Da die britische Regierung eine Förderung durch drei Maßnahmen – in Form einer garantierten Einspeisevergütung (einschließlich Inflationsausgleich) mittels Contract for Difference (CfD), durch Kreditgarantien und eine Absicherung vor politisch motivierten Abschaltungen durch ein Secretary of State Agreement – eine als Beihilfe zu qualifizierende Subvention gewährt, mussten diese von der EU genehmigt werden. Am 8. Oktober 2014 teilte die EU-Kommission mit, geänderte britische Fördermaßnahmen für Hinkley Point C seien mit EU-Recht vereinbar.
Laut einem Bericht der University of Sussex (2016) zielt die britische Regierung mit der Förderung des Projekts auch auf die Aufrechterhaltung des kerntechnischen Know-hows des Landes ab und betreibt damit indirekt eine Quersubventionierung von militärischen Projekten wie der Erneuerung der britischen Trident Atom-U-Boot-Flotte.

### Bau
Der erste sicherheitsrelevante Beton für die Versorgungsstollen des Blocks C-1 wurde am 31. März 2017 gegossen. Am 11. Dezember 2018 wurde der erste Beton für das Fundament des nuklearen Kraftwerkteils vom Block C-1 gegossen. Dies gilt üblicherweise als offizieller Beginn des Kraftwerksbaus (engl. First Concrete).
Für die beiden geplanten Reaktoren müssen auch neue Stromleitungen gebaut werden.

### Verzögerungen und Kostensteigerung
Im September 2015 teilte EDF mit, es werde im Oktober 2015 eine endgültige Investitionsentscheidung geben. Im Falle einer positiven Entscheidung sei die Inbetriebnahme erst nach 2023 möglich. Anfang März 2016 trat der EDF-Finanzvorstand Thomas Piquemal zurück. Grund dafür waren offenbar Zweifel an der Finanzierbarkeit von Hinkley Point C. EDF teilte in diesem Zusammenhang mit, die endgültige Investitionsentscheidung solle in „naher Zukunft“ fallen.
Im März 2016 mahnte der Cour des Comptes, der französische Rechnungshof, EDF solle sich „ernsthafte Fragen“ stellen, bevor es die Planung von Hinkley Point C fortsetze.
Am 22. März 2016 wurde bekannt, die für Ende März 2016 angekündigte Investitionsentscheidung werde auf Mai 2016 verschoben.
Im April 2016 wurde bekannt, dass im Zusammenhang mit dem Kraftwerksbau in London sieben chinesische Firmen gegründet worden sind. Von chinesischer Seite wurde dazu nur erklärt, sie seien für die Abwicklung des Vorhabens erforderlich und man arbeite nach der grundsätzlichen Übereinkunft nun an der langfristigen Umsetzung. Ein endgültiger Vertrag sei aber noch nicht unterschrieben.
Ende April 2016 teilte der damalige französische Wirtschaftsminister Emmanuel Macron mit, die Finanzierungsentscheidung sei auf September 2016 verschoben. Kurz danach belegte die französische Regierung EDF mit einer 60-tägigen Beratungs-Periode; diese endete am 4. Juli 2016.
Am 23. Juni 2016 fand das Referendum über den Verbleib des Vereinigten Königreichs in der EU statt. 51,9 Prozent der Abstimmenden befürworteten einen Brexit. Dies implizierte neue Unwägbarkeiten für das Bauprojekt. Am 29. März 2017 startete Großbritannien offiziell den Austrittsprozess.
Im Juli 2016 gab das britische Energieministerium bekannt, die Kosten für den Betrieb des Kraftwerks über seinen gesamten Betriebszeitraum würden 37 Milliarden britische Pfund betragen. Ein Jahr zuvor waren diese noch mit 14 Milliarden Pfund beziffert worden. Dies ließ Fragen nach der Finanzierung des Betriebs laut werden. Das britische Energieministerium behauptete daraufhin, die Preiskalkulationen für den erzeugten Strom seien so gewählt worden, dass steigende Kosten nicht zu Lasten der Steuerzahler gingen. EDF unterstützte diese These mit der Behauptung, diese Kostenschätzung würden auf dem Stand von September 2015 basieren, als die Großmarktpreise für Strom extrem niedrig waren; man werde bei Produktionsaufnahme konkurrenzfähige Strompreise anbieten.
Das National Audit Office warnte kurz nach dem Bekanntwerden dieser Zahl, dass die Zuschüsse, die vom Staat an EDF gezahlt werden müssen, um fallende Großhandelspreise auszugleichen, von den 6,1 Milliarden britischen Pfund im Oktober 2013 auf 29,7 Milliarden im März 2016 angewachsen seien. Das britische Energieministerium behauptete, diese Zahl sei eine Schätzung, der Bau würde noch immer 18 Milliarden britische Pfund kosten und es würden weder auf die Steuerzahler noch die Verbraucher höhere Zusatzzahlungen zukommen.
Die vier für EDF repräsentativen französischen Gewerkschaften (CGT, CFDT, CFE-CGC und FO) äußerten Mitte 2016 die Befürchtung, das Projekt könne das schon jetzt mit 37 Milliarden Euro verschuldete Unternehmen EDF finanziell ruinieren. Für den 22. September 2016 wurde eine Sitzung des „comité central d’entreprise“ von EDF terminiert.
Im Juli 2016 erklärte der britische Rechnungshof National Audit Office (NAO), dass es billiger sei, erneuerbare Energien einzusetzen als Hinkley Point C zu bauen.
In Zusammenhang mit dem geplanten Bau von Hinkley Point C durchsuchten französische Behörden im Juli 2016 die EDF-Zentrale. Die Finanzmarktaufsicht Autorité des marchés financiers warf EDF vor, Informationen über die Finanzlage des Unternehmens insgesamt sowie insbesondere die Kosten des Reaktorbaus nicht offengelegt zu haben.
Am 28. Juli 2016 entschied sich EDF dafür, das Kraftwerk zu bauen. Kurz vor der Sitzung, auf der der Beschluss getroffen wurde, war ein Verwaltungsrat von EDF zurückgetreten. Die Verträge zum Bau sollten einen Tag später in einem Festakt unterzeichnet werden, hierzu war bereits eine Delegation ebenfalls am Projekt beteiligter chinesischer Unternehmen angereist.
Die Regierung May sagte die Vertragsunterzeichnung aber kurzfristig und ohne Angabe von Gründen ab. Laut Greg Clark, Minister für Wirtschaft, Energie und Industriestrategie, wolle die Regierung May erneut die Vereinbarungen prüfen und im Herbst 2016 eine endgültige Entscheidung treffen.
Am 15. September 2016 entschied die britische Regierung, das Projekt fortzusetzen.
Anfang 2017 wurde bekannt, dass sich Toshibas Kernenergie-Tochterunternehmen und Engie aus dem Projekt zurückziehen wollen. Im selben Jahr wurde ein Bericht des Department for Business, Energy and Industrial Strategy (BEIS) veröffentlicht, in dem die Baukosten mit 18,2 Milliarden Pfund und die Gesamtkosten des Projektes mit 54,8 Milliarden Pfund zu Preisen von 2016 angegeben waren. Inklusive erwarteter Inflation sollten die Gesamtkosten des Projektes 199,7 Milliarden Pfund betragen.
Im Juli 2017 wurde bekannt, die Fertigstellung werde um mindestens 15 Monate länger dauern und das Projekt 1,6 Milliarden Pfund mehr kosten.
Im September 2019 sollten die Baukosten 21,5–22,5 Milliarden Pfund und damit 1,9–2,9 Milliarden Pfund mehr betragen als bei der letzten Kalkulation.
Im Mai 2022 kündigte EDF zum vierten Mal binnen fünf Jahren einen Anstieg der Baukosten sowie eine spätere Inbetriebnahme an. Nachdem zuvor Baukosten von 22 bis 23 Mrd. Pfund (25,3 bis 26,5 Mrd. Euro) erwartet und eine Inbetriebnahme 2026 angestrebt wurden, sollte das Kraftwerk nun zwischen 25 und 26 Mrd. Pfund (28,8 bis 29,9 Mrd. Euro) kosten und frühstens im Juni 2027 in Betrieb gehen. Am 17. Februar 2023 gab die EDF bekannt, dass die Kosten 32,7 Mrd. Pfund (37,6 Mrd. Euro) betragen werden. Der seit 2016 mit 33,5 % von damals 18 Mrd. Pfund beteiligte chinesische Konzern China General Nuclear Power Group wurde gebeten, sich freiwillig an den Mehrkosten zu beteiligen. Dieser lehnte jedoch ab, wie im Dezember 2023 bekannt wurde. Im Februar 2023 erwartete die EDF einen Fertigstellungstermin im September 2028.
Im Januar 2024 gab EDF bekannt, dass sich die Fertigstellung des Kraftwerks bis mindestens 2029 verzögern werde, bei ungünstigeren Bedingungen auch auf 2030 oder 2031. Die erwarteten Baukosten wurden abermals nach oben korrigiert, auf 43 Mrd. Pfund (49,5 Mrd. Euro) (Preisstand 2024) bzw. 34 Mrd. Pfund (Preisstand 2015). Möglich sei auch ein Anstieg bis auf 46 Mrd. £ (52,9 Mrd. Euro).
Im Februar 2024 verbuchte EDF 12,9 Milliarden Euro an Wertberichtigungen, hauptsächlich wegen der Baustelle in Hinkley Point. Dabei gab EDF auch bekannt, dass die Baukosten 47,9 Mrd. £ (55,1 Mrd. Euro) erreichen könnten.

### Rückbau und Entsorgungskosten
Zum ersten Mal in der Geschichte der britischen Kernindustrie wurde vereinbart, dass am Ende der voraussichtlichen Betriebszeit 2083 die Betreiber den Rückbau des Kraftwerkes und die Entsorgung der dabei anfallenden Abfälle übernehmen müssen. Die britische Regierung stellte dazu am 29. September 2016 die Regelungen vor, die EDF erfüllen muss, wenn das Kernkraftwerk außer Betrieb geht und wie die Kosten erbracht werden sollen. Die Kosten, für die die Betreiber aufkommen müssen, werden auf bis zu 7,2 Milliarden britische Pfund geschätzt. Das Ende des Rückbaus wird für das Jahr 2138 mit der Entsorgung der letzten verbrauchten Brennstäbe erwartet. Experten nehmen an, dass die genannten Kosten sehr niedrig angesetzt sind, da sich in der Realität der aktuellen Entsorgung zeigt, dass die Kosten höher sind als vorher angegeben.
Ende Oktober 2016 wurde bekannt, dass die britische Regierung den Betreibern eine unbekannte Obergrenze für die Entsorgungskosten am Ende der Betriebszeit zugesichert hat: Eventuell höhere Kosten werde der Staat übernehmen. Diese Zusicherung wurde der Öffentlichkeit etwa ein Jahr lang vorenthalten.

## Bilder
Die folgenden Bilder zeigen einen Transport von radioaktivem Abfall vom Kernkraftwerk Hinkley Point nach Sellafield.

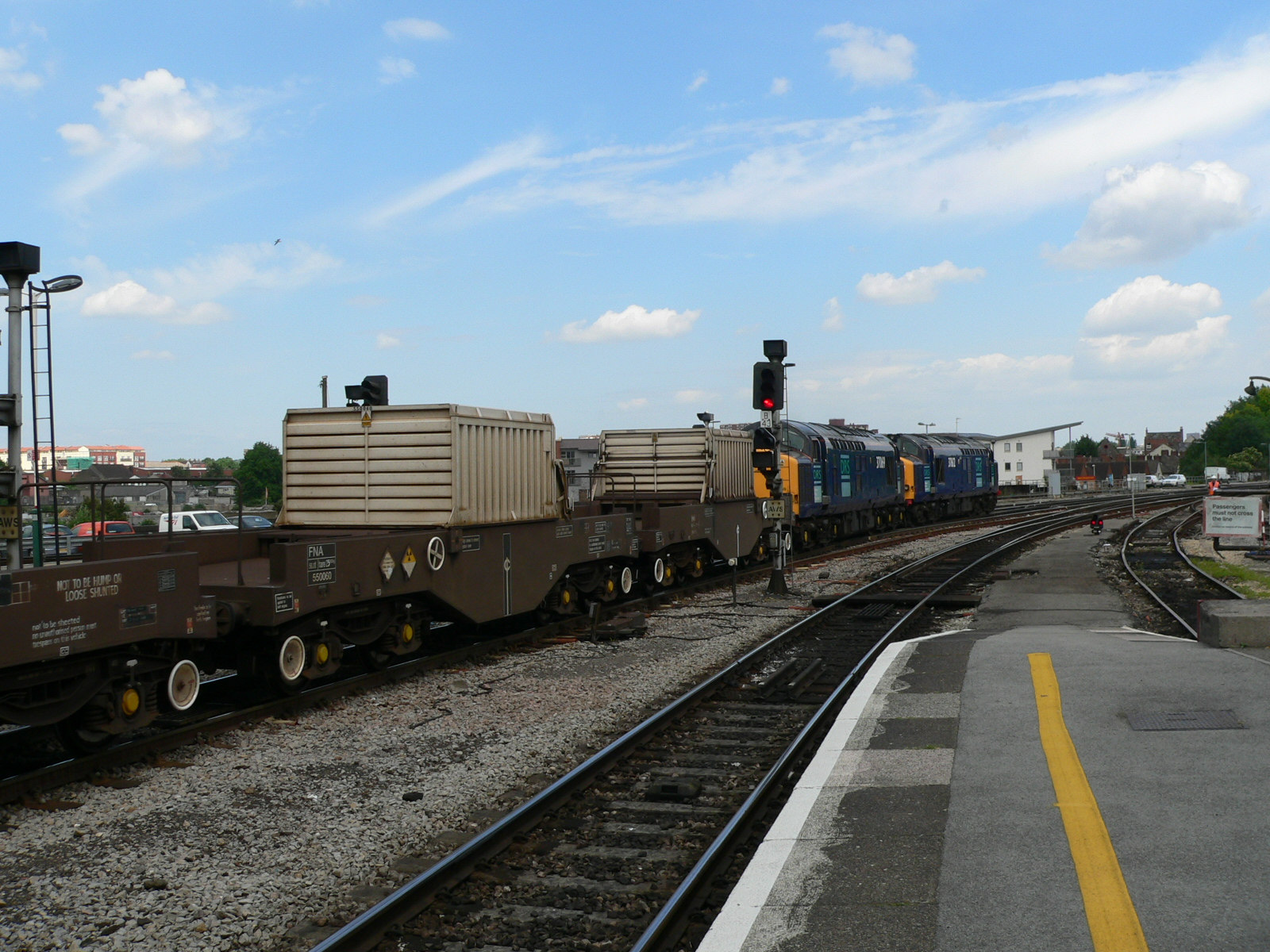
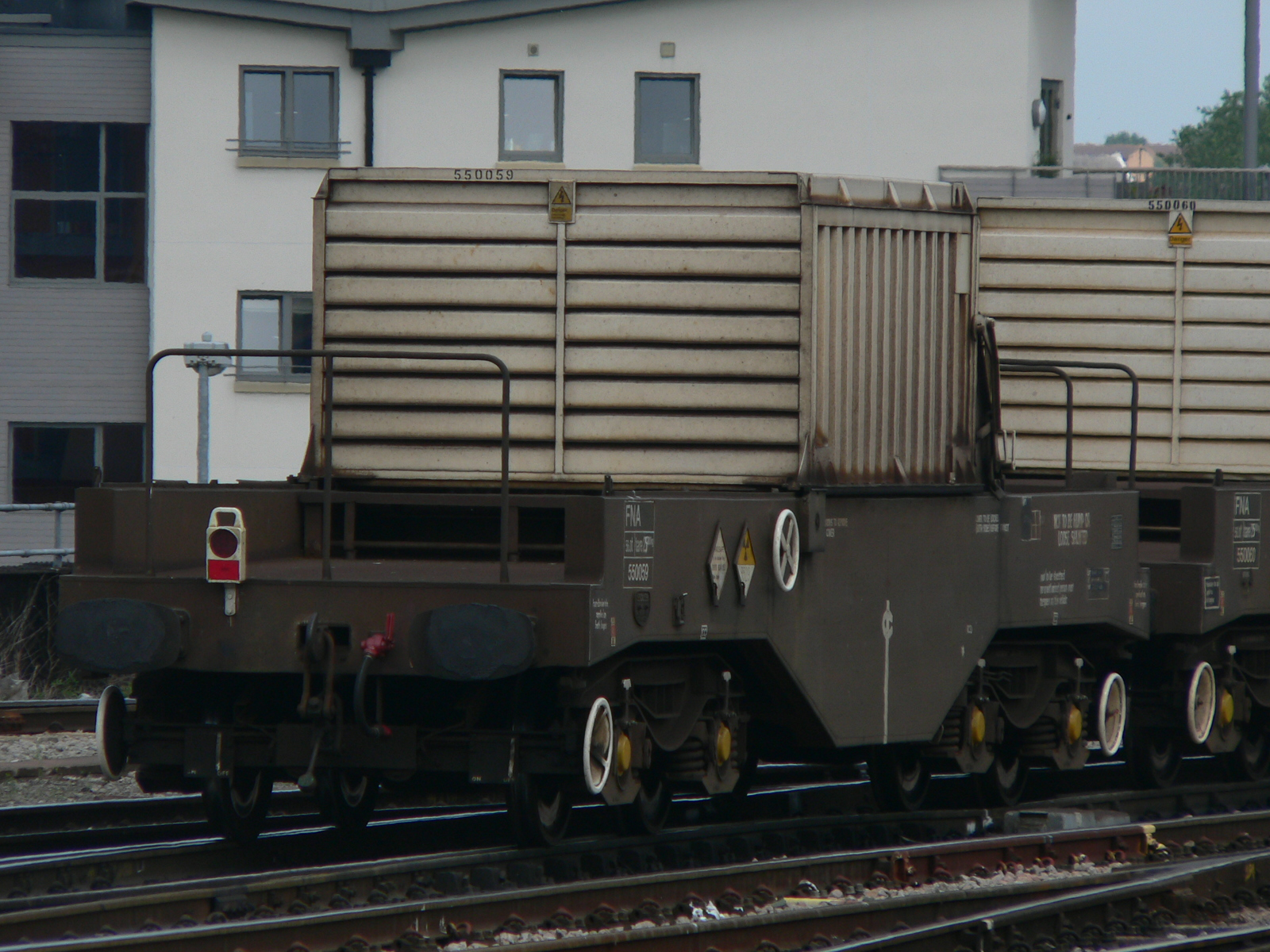
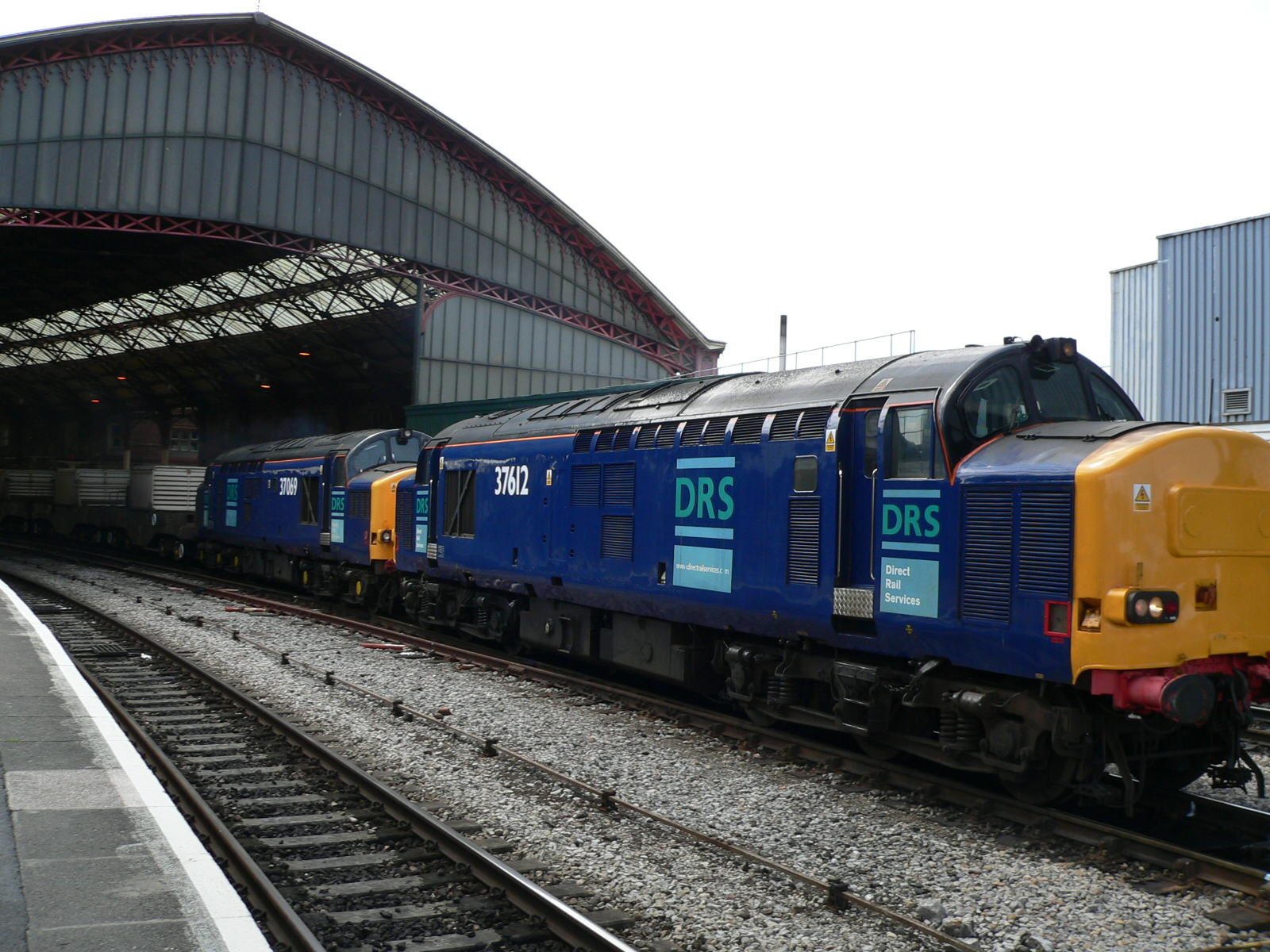

## Daten der sechs Reaktorblöcke
| Reaktorblock     | Reaktortyp     | Nettoleistung | Bruttoleistung | Baubeginn  | Netzsynchronisation | Kommerzieller Betrieb            | Abschaltung |
| ---------------- | -------------- | ------------- | -------------- | ---------- | ------------------- | -------------------------------- | ----------- |
| Hinkley Point-A1 | Magnox-Reaktor | 235 MW        | 267 MW         | 01.11.1957 | 16.02.1965          | 30.03.1965                       | 23.05.2000  |
| Hinkley Point-A2 | Magnox-Reaktor | 235 MW        | 267 MW         | 01.11.1957 | 19.03.1965          | 05.05.1965                       | 23.05.2000  |
| Hinkley Point-B1 | AGR            | 410 MW        | 655 MW         | 01.09.1967 | 30.10.1976          | 02.10.1978                       | 01.08.2022  |
| Hinkley Point-B2 | AGR            | 430 MW        | 655 MW         | 01.09.1967 | 05.02.1976          | 27.09.1976                       | 06.07.2022  |
| Hinkley Point-C1 | EPR            | 1630 MW       | 1720 MW        | 11.12.2018 |                     | (Zwischen 2029 und 2031 geplant) |             |
| Hinkley Point-C2 | EPR            | 1630 MW       | 1720 MW        | 12.12.2019 |                     |                                  |             |